# Majadahonda

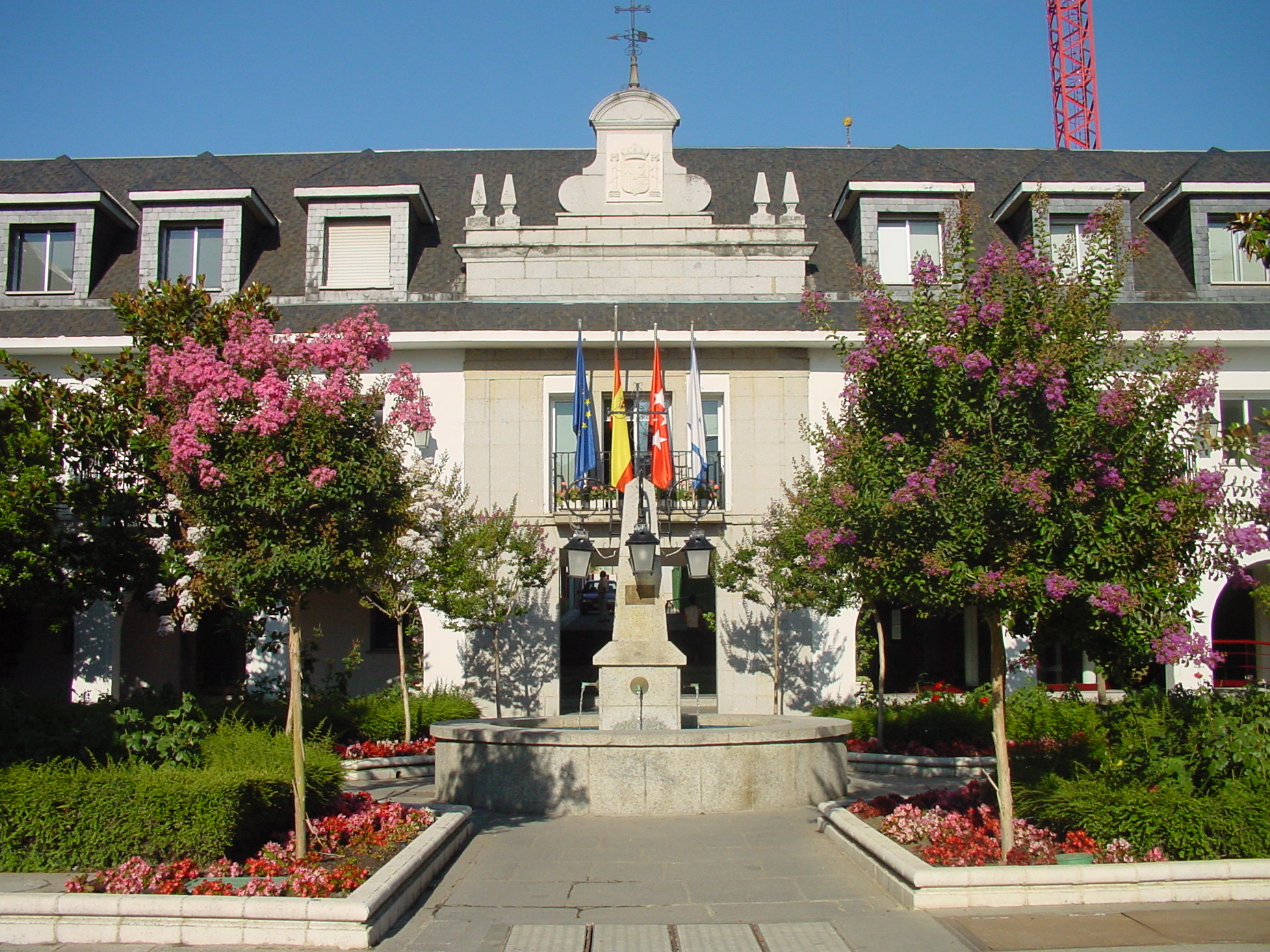
Radnice

Majadahonda je město v Madridském společenství ve Španělsku. Nachází se ve vzdálenosti 16 km severozápadně od Madridu podél dálnice A6. V roce 2009 mělo 66 585 obyvatel. V roce 2009 se do nového komplexu budov ve městě ze západního okraje Madridu přesunula veřejná universitní nemocnice Puerta de Hierro.